# Ruprecht Haasler
Ruprecht Haasler (* 29. März 1936 in Insterburg; † 28. April 2017 in Melle) war ein deutscher Generalmajor des Heeres der Bundeswehr. Er war zuletzt von 1990 bis 1994 als Befehlshaber und Kommandeur im Wehrbereich VIII / 14. Panzergrenadierdivision federführend an der Eingliederung der Nationalen Volksarmee in die Bundeswehr beteiligt.

## Militärische Laufbahn
Beförderungen
- 1957 Leutnant
- 1960 Oberleutnant
- 1964 Hauptmann
- 1969 Major
- 1971 Oberstleutnant
- 1978 Oberst
- 1985 Brigadegeneral
- 1991 Generalmajor

### Ausbildung und erste Verwendungen
Haasler trat nach dem Abitur 1956 als Offiziersanwärter in die Bundeswehr ein und wurde bei der Panzertruppe ausgebildet. Nach Absolvierung des Fahnenjunkerlehrgangs an der Heeresoffizierschule II in Husum wurde er noch 1956 zum Fahnenjunker befördert. Nach dem Zugführerlehrgang an der Panzertruppenschule erfolgte ein Jahr später die Beförderung zum Leutnant. Im Jahr 1958 wurde er zur Truppe versetzt. Dort war er, seit 1960 im Rang eines Oberleutnants, Zugführer und Kompaniechef im Panzerbataillon 324 in Schwanewede und kam dort im Jahr 1963 zum Stab der Panzerbrigade 32. Als Stabsoffizier nahm er Aufgaben der inneren Führung (S1) bzw. Planung und Operationen (S3) wahr. Im Folgejahr wurde er zum Hauptmann befördert. Von 1967 bis 1969 absolvierte er den Generalstabslehrgang an der Führungsakademie der Bundeswehr in Hamburg. Anschließend diente der Major als Stabsoffizier beim Führungsstab der Streitkräfte im Bundesministerium der Verteidigung in Bonn. Bereits 1971 zum Oberstleutnant befördert, wurde er im Folgejahr als Generalstabsoffizier für Planung, Befehlsgebung und Operationen (G3) zur Panzerbrigade 33 in Lingen versetzt. Von 1974 bis 1976 übernahm Haasler als Oberst das Kommando über das Panzerbataillon 54 in Wolfhagen und war nachher Referatsleiter im Führungsstab der Streitkräfte in Bonn unter Generalinspekteur Harald Wust. Von 1977 bis 1978 absolvierte Haasler das NATO Defense College in Rom und diente anschließend als Kommandeur der Panzerbrigade 2 in Braunschweig.

### Dienst als General
Als Brigadegeneral wurde Haasler von 1985 bis 1988 als militärischer Berater bei der NATO-Vertretung in Brüssel eingesetzt. Danach war er Stabsabteilungsleiter für Planung im Führungsstab des Heeres unter Henning von Ondarza.
Im Jahr 1990 wurde Haasler Befehlshaber und Kommandeur im neu gegründeten Wehrbereich VIII und Divisionskommandeur der 14. Panzergrenadierdivision in Neubrandenburg. Er setzte zusammen mit Ekkehard Richter, dem Befehlshaber und Kommandeur des Wehrbereichskommandos VII / 13. Panzergrenadierdivision in Leipzig, erfolgreich die Integration der Nationalen Volksarmee in die Bundeswehr um. Im Folgejahr wurde Haasler zum Generalmajor ernannt.
Haasler wurde 1994 in den Ruhestand versetzt.

## Familie
Haasler war verheiratet und hatte drei Kinder. Seine Familie ist auf Salzburger Exulanten zurückzuführen.

## Auszeichnungen
- 1988: Verdienstkreuz am Bande des Verdienstordens der Bundesrepublik Deutschland
- 1994: Verdienstkreuz 1. Klasse des Verdienstordens der Bundesrepublik Deutschland[3]

## Veröffentlichungen (Auswahl)
- Ruprecht Haasler, Hans Göbel: Das Unbehagen am technologischen Fortschritt in den Streitkräften. In: Wehrwissenschaftliche Rundschau. Band 30, Nr. 2. Verlag E. S. Mittler, Bonn 1981, S. 39ff.
- Ruprecht Haasler, Wolfgang Flume: Zur Panzerentwicklung in Deutschland. In: Wehrtechnik. Hrsg. Deutsche Gesellschaft für Wehrtechnik. Band 20, Nr. 8, Wehr und Wissen Verlagsgesellschaft, Darmstadt 1988, S. 20ff.
- Ruprecht Haasler: Die Heeresstruktur 2000. In: Soldat und Technik. Nr. 8/1988. Verlag E. S. Mittler, Bonn 1988.